# Ole Norrback
Ole Norrback (ur. 18 marca 1941 w Närpes) – fiński polityk i dyplomata, działacz mniejszości szwedzkiej, poseł do Eduskunty i minister w różnych resortach, od 1990 do 1998 lider Szwedzkiej Partii Ludowej.

## Życiorys
W 1965 ukończył studia nauczycielskie. Pracę zawodową zaczynał jako sekretarz dystryktu Szwedzkiej Partii Ludowej w regionie administracyjnym Ostrobotnia (1967–1971), następnie był dyrektorem wykonawczym i ombudsmanem w administracji regionalnej. Awansował w strukturze partyjnej, a w latach 1990–1998 stał na czele swojego ugrupowania.
W okresach 1979–1987 i 1991–1999 posłował do Eduskunty. Od 1983 do 1987 kierował klubem poselskim Szwedzkiej Partii Ludowej. Od 1987 do 1999 nieprzerwanie wchodził w skład kolejnych fińskich rządów, którymi kierowali Harri Holkeri, Esko Aho i Paavo Lipponen. Był ministrem obrony (1987–1990), ministrem w resorcie rolnictwa (1987–1991), ministrem edukacji i badań naukowych (1990–1991), ministrem transportu (1991–1995), ministrem w kancelarii premiera, ministerstwie przemysłu i handlu oraz ministerstwie spraw zagranicznych (1995–1999).
Po odejściu z krajowej polityki zaangażował się w pracę w fińskiej dyplomacji. Był ambasadorem w Norwegii (1999–2003) i Grecji (2003–2007). Po powrocie do kraju został ambasadorem tytularnym w MSZ.